# Chapelle de Wittdün
La chapelle luthérienne de Wittdün à Wittdün sur Amrum, dans le Land du Schleswig-Holstein en Allemagne, appartient à la paroisse Saint-Clément de Nebel. Elle a été réalisée par l'architecte Hugo Groothoff et constitue, outre les chapelles du cimetière, le plus petit bâtiment sacré qu'il a construit.

## Construction de la chapelle
La fondation de Wittdün en tant que station balnéaire à la fin du 19e siècle fait naître le souhait de construire une église pour les curistes. Les cultes ont d'abord lieu dans le bâtiment de la direction de la société anonyme Wittdün-Amrum (AGWA), qui finance à l'époque la plupart des grands projets de construction visant à promouvoir le tourisme à Wittdün, puis la construction d'une chapelle est entreprise. Les fonds, estimés à 13 000 marks (sans l'aménagement intérieur), proviennent d'une part de l'église régionale et d'autre part de l'AGWA, qui offre par ailleurs le terrain,. Le terrain est transféré à la paroisse le 25 février 1902, et le 17 septembre 1902, Hugo Groothoff livre les plans, qui sont approuvés dès le 20 novembre 1902. En 1903, l'édifice en briques de style néogothique, avec son transept très court, est terminé. La chapelle est consacrée à la Pentecôte 1903 par le pasteur d'Amrum Carl Friedrich Meyer.
De l'extérieur, on reconnaît bien le style typique des bâtiments publics prussiens du début du siècle. Ce qui frappe au deuxième coup d'œil, c'est l'orientation inhabituelle avec l'entrée directement au nord et le chœur, et donc la niche de l'autel, au sud. Comme le chapelle doit être située le long de la rue principale existante et que l'on veut intégrer la chapelle dans les habitations, une orientation classique vers l'est est impraticable.
La façade sur rue au nord constitue un accent marquant de l'ensemble du bâtiment avec l'étroit porche qui se prolonge par un cimier et le haut pignon avec clocheton intégré. Le toit est entièrement recouvert d'ardoises.
De 1986 à 1988, la chapelle a été rénovée en profondeur, d'autres travaux ont été effectués en 2006 et 2009. 

## Aménagements intérieurs

### Généralités
L'aménagement intérieur est dominé par un crépi blanc avec des bandes de briques rouges et des tons boisés. Le plafond recouvert de bois, avec sa décoration de qualité mais discrète, et le grand arc en plein cintre qui délimite la nef principale du transept sont marquants. Le motif de l'arc en plein cintre se répète dans l'arc plus petit de l'abside, juste devant la niche de l'autel.
A gauche de la niche de l'autel se trouve la chaire en bois avec son abat-voix. Les fonts baptismaux, offerts par le marchand Franz Schiller de Flensbourg, sont intégrés dans la niche à droite de l'autel.
Toutes les fenêtres de la nef sont en verre blanc laiteux et soulignent ainsi l'impression de clarté de l'intérieur. Les petites fenêtres colorées du chœur sont à peine mises en valeur par l'autel placé devant elles. 

### Autel

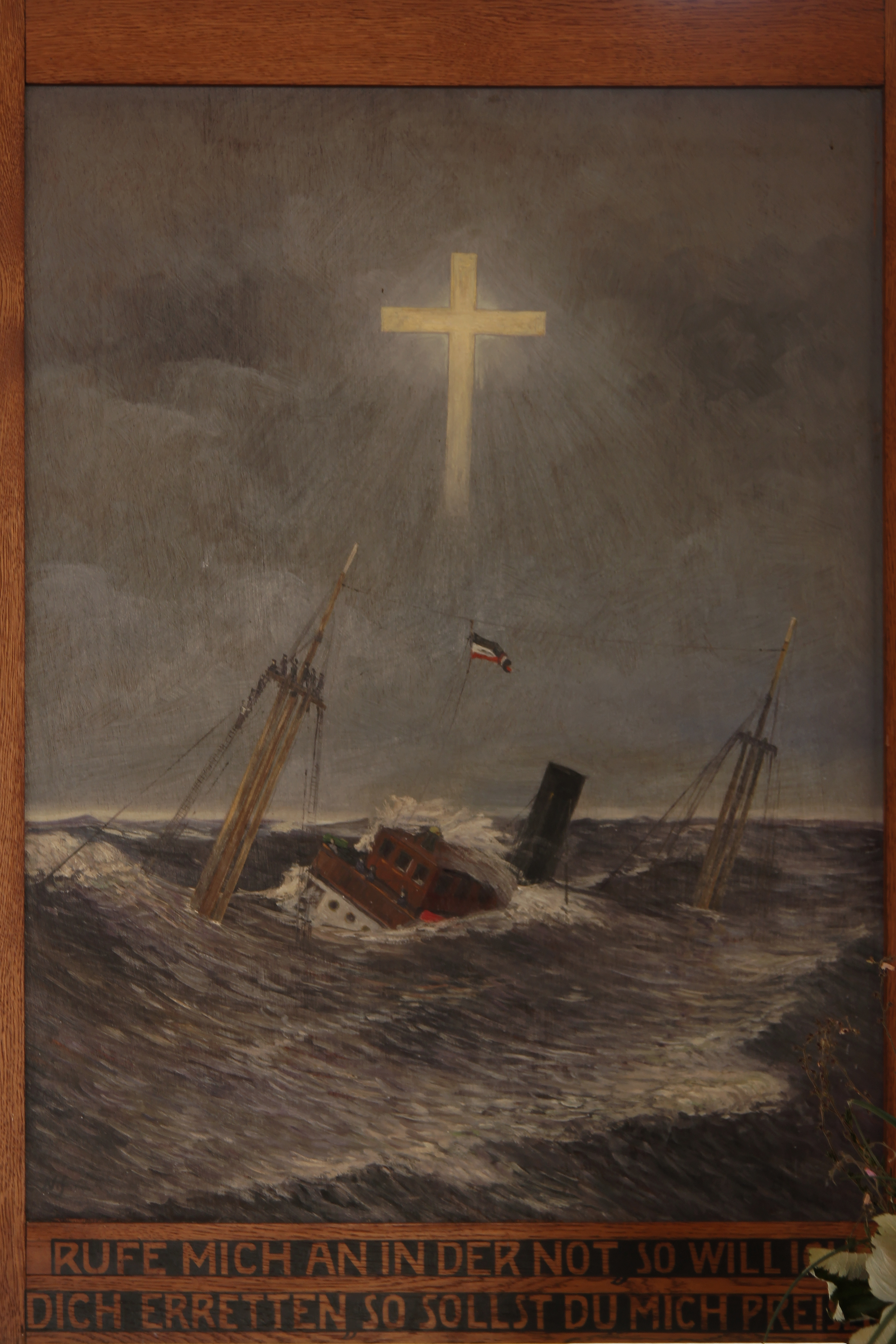
Partie gauche du retable

L'autel se compose d'une table simple avec un dessus en trois parties qui se termine par un crucifix. Le motif choisi pour le retable est exceptionnel, car il ne représente pas de scènes bibliques, mais au centre un panorama de la pointe sud d'Amrum, à gauche l'échouage d'un bateau et à droite l'intervention d'un canot de sauvetage. Le bateau, le panorama de l'île et le canot de sauvetage de la Société allemande de sauvetage des naufragés datent visiblement de la première moitié du 20e siècle. En-dessous chaque image se trouve une phrase biblique appropriée, à gauche "Invoque-moi au jour de la détresse, et je te délivrerai, et tu me glorifieras" (Psaume 50,15), au centre "Je suis la lumière de la vie" (Évangile selon Jean 8,12) et à droite "Nul n'a plus grand amour que de donner sa vie pour ses amis" (Évangile selon Jean 15,13). 
Les trois tableaux du retable sont des œuvres de Nicolaus Soltau (1877-1956), réalisées en 1929. Le retable est un don de l'hôtelier Carl Quedens, qui a utilisé ce motif pour décrire ses propres expériences et chez dans l'hôtel duquel Soltau a séjourné à plusieurs reprises. L'échouage représenté est probablement celui du paquebot Albis le 18 novembre 1922 dans le Rütergat. 

### Cloche
L'église possède une seule cloche dans la tourelle du toit. 

### Orgue
Dès le début de la planification, aucune galerie séparée n'était prévue pour l'orgue, c'est pourquoi le premier orgue, offert par une curiste, a été placé directement sur le mur ouest. L'orgue d'aujourd'hui se trouve du côté droit de l'autel. Il a été construit en 1999 par la société Boogaard Orgelbau à Rijssen.